# Третя похідна
У диференційному численні, третя похідна чи похідна третього порядку — це швидкість, з якою змінюється друга похідна, або швидкість зміни швидкості зміни, яка використовується, насамперед, для визначення відхилення. Третя похідна функції {\displaystyle f(x)=y} можна позначати через:
{\displaystyle {\frac {d^{3}y}{dx^{3}}},\quad f'''(x),\quad {\text{or }}{\frac {d^{3}}{dx^{3}}}[f(x)].}
Перераховані вище позначення є найбільш поширеними.

## Позначення
Нехай {\displaystyle f(x)} — функція деякої змінної х. Тоді третя похідна від {\displaystyle f(x)} задається наступним чином: {\displaystyle f'''(x)}. 
У Нотації Лейбніца: 
{\displaystyle {\frac {d^{3}}{dx^{3}}}[f(x)]={\frac {d}{dx}}[f''(x)]}.

## Приклад
Нехай {\displaystyle f(x)=x^{4}}.  Тоді {\displaystyle f'(x)=4x^{3}} та {\displaystyle f''(x)=12x^{2}}. 
Тому, третя похідна від f(x):
{\displaystyle f'''(x)=24x}
У Нотації Лейбніца:
{\displaystyle {\frac {d^{3}}{dx^{3}}}[x^{4}]=24x}

## Застосування у геометрії
У диференціальній геометрії скрут кривої — основна властивість кривої у тривимірному просторі. Скрут кривої обчислюється за допомогою третіх похідних координатних функцій (або вектора положення), що описують криву.

## Застосування у фізиці
У фізиці, насамперед у кінематиці, ривок визначається як третя похідна від радіус-вектору об'єкта. Це швидкість, з якою змінюється прискорення. Формула ривку: 
{\displaystyle \mathbf {j} (t)={\frac {d^{3}\mathbf {r} }{dt^{3}}}}
де j ( t ) — функція ривка відносно часу, а r ( t ) — позиційна функція об'єкта відносно часу.